# Pedicellina grandis
Pedicellina grandis är en bägardjursart som beskrevs av Ryland 1965. Pedicellina grandis ingår i släktet Pedicellina och familjen Pedicellinidae. Inga underarter finns listade i Catalogue of Life.